# Рейна Барриос, Хосе
Хосе Мария Рейна Барриос (исп. José María Reina Barrios; 24 декабря 1854, Сан-Маркос — 8 февраля 1898, Гватемала) — гватемальский политик, президент страны в 1892—1898 годах.

## Биография
Хосе Рейна Барриос родился 24 декабря 1854 года в гватемальском городе Сан-Маркос; был племянником Хусто Руфино Барриоса, поэтому свою политическую карьеру начал во времена президентства своего дяди. После гибели последнего в сражении при Чальчуапе в 1885 году политическая активность Рейны Барриоса значительно возросла. Тогдашний лидер страны Мануэль Барильяс решил отправить его в Европу, опасаясь роста популярности Барриоса-младшего.
По возвращении на родину победил на выборах 1892 года. Это стало первым случаем в истории Гватемалы, когда власть новому президенту перешла от демократически избранного предшественника. Во время первого срока на посту главы государства Рейна Барриос расширил полномочия землевладельцев относительно подчинённых крестьян. Руководил восстановлением кварталов столицы, в частности построил широкие проспекты по образцу парижских авеню. После переизбрания Барриоса на второй срок в Гватемале были напечатаны первые бумажные деньги, чтобы финансировать амбициозные планы президента. Это привело к резкому росту инфляции и падению рейтинга главы государства.
Хосе Мария Рейна Барриос был убит 8 февраля 1898 года британским гражданином Эдгаром Золлингером (исп.).